# Physcomitrium sinensi-sphaericum
Physcomitrium sinensi-sphaericum là một loài Rêu trong họ Funariaceae. Loài này được Müll. Hal. mô tả khoa học đầu tiên năm 1898.